# Miskan
Miskan (arabiska: مِسْكَان), eller Jazirat Miskan (جَزِيرَة مِسْكَان), är en ö i Kuwait. Den hör till Huvudstadsprovinsen och ligger i den östra delen av landet, 29 km öster om huvudstaden Kuwait. Arean är 0,75 kvadratkilometer.